# Тростянка (Приволжский район)
Тростянка — село в Приволжском районе Самарской области России. Входит в состав сельского поселения Обшаровка.

## География
Село находится в юго-западной части Самарской области, в пределах Низкого Заволжья, в лесостепной зоне, на правом берегу реки Тростянки, к юго-востоку от Саратовского водохранилища, на расстоянии примерно 28 километров (по прямой) к северо-востоку от села Приволжье, административного центра района. Абсолютная высота — 33 метра над уровнем моря.
Климат
Климат характеризуется как умеренно континентальный. Среднегодовая температура — 4,6 °C. Средняя температура воздуха самого тёплого месяца (июля) — 21,1 °C (абсолютный максимум — 41 °C); самого холодного (января) — −12,3 °C (абсолютный минимум — −47 °C). Среднегодовое количество атмосферных осадков составляет 466 мм, из которых около 306 мм выпадает в период с апреля по октябрь. Снежный покров образуется в третьей декаде ноября и держится в течение 141 дня.
Часовой пояс
Село Тростянка, как и вся Самарская область, находится в часовой зоне МСК+1. Смещение применяемого времени относительно UTC составляет +4:00.

## Население
| 2010 |
| ---- |
| 181  |

Половой состав
По данным Всероссийской переписи населения 2010 года в гендерной структуре населения мужчины составляли 45,3 %, женщины — соответственно 54,7 %.
Национальный состав
Согласно результатам переписи 2002 года, в национальной структуре населения русские составляли 75 % из 251 чел.